# Via Po

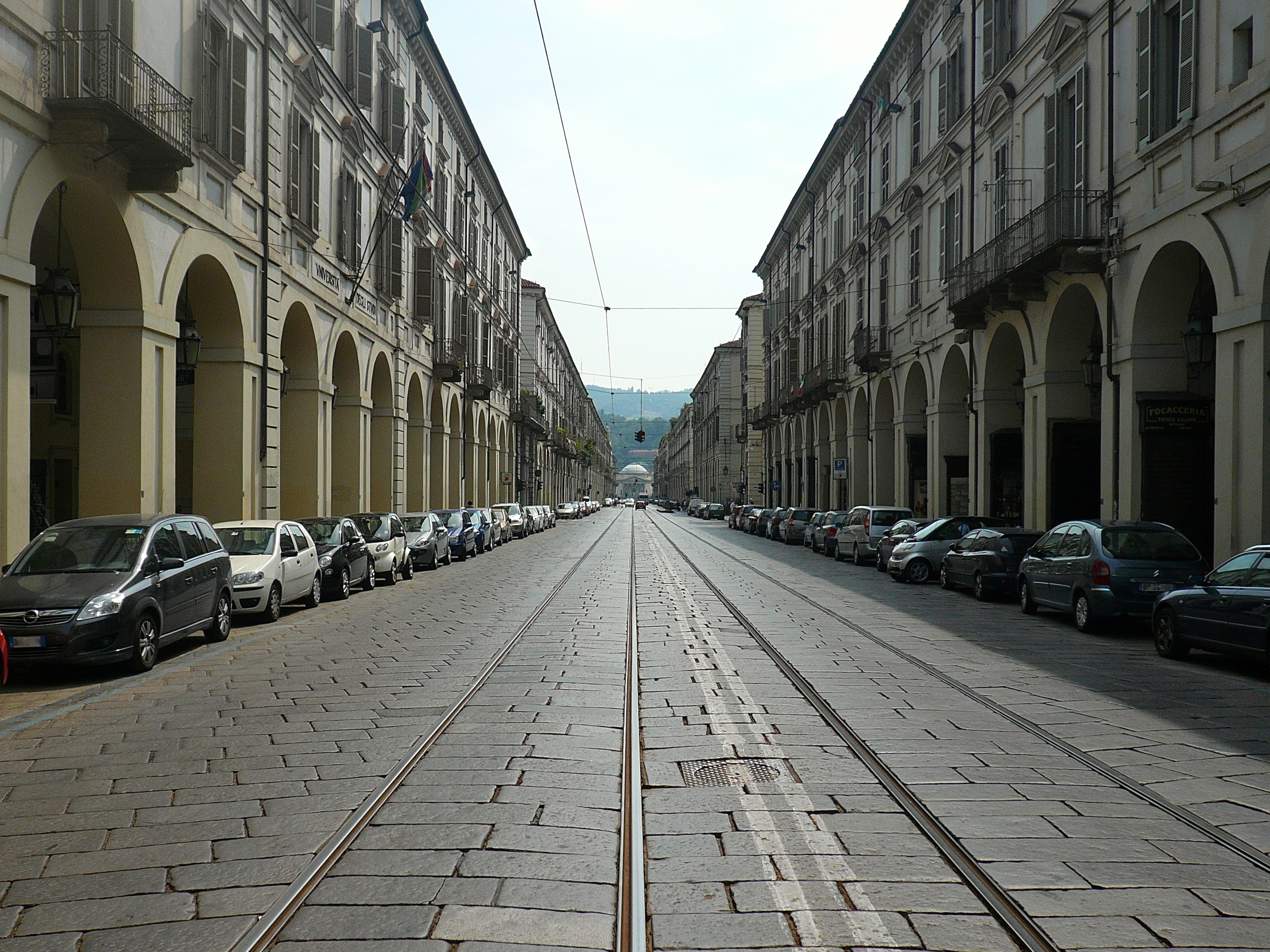
Via Po vista desde Piazza Castello. Al fondo, la Chiesa della Gran Madre.

Via Po es una de las calles más importantes de la ciudad italiana de Turín. Une la céntrica Piazza Castello y la Piazza Vittorio Veneto. Se caracteriza por sus edificios con los pórticos típicos de la ciudad, en los cuales se disponen numerosos negocios, librerías y algunos puestos de venta de libros usados. La calle contiene también la sede histórica de la Universidad de Turín, fundada en 1404. También es de destacar el histórico Caffè Fiorio, lugar de reunión de intelectuales y políticos durante todo el siglo XIX.

## Historia

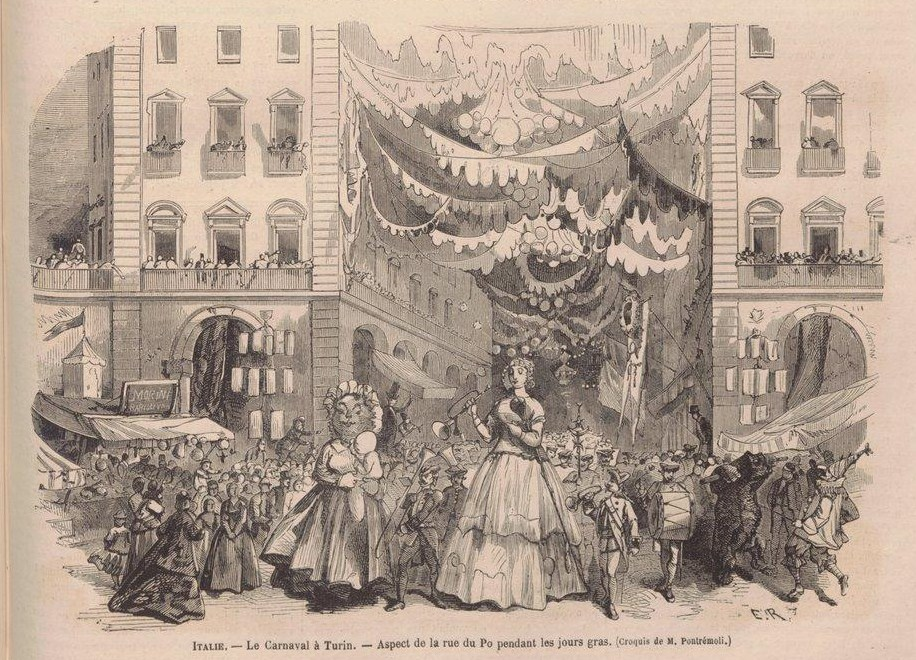
El Carnaval de Turín en la Via Po, 1866.

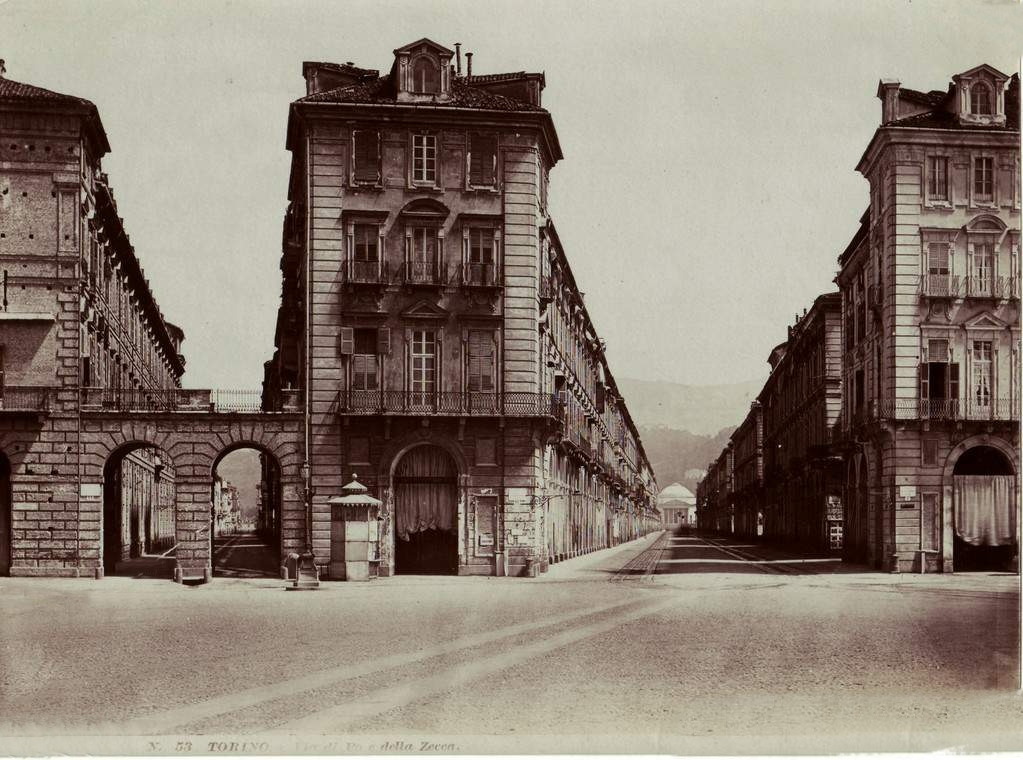
La Via Po en la década de 1870, vista desde la Piazza Castello.

En la segunda mitad del siglo XVII, después de las periódicas epidemias de peste, se hizo necesario una obra radical de saneamiento de la Contrada di Po, considerada malsana e insalubre.
Fruto de la segunda ampliación urbanística de Turín, promovida en 1663 por el duque Carlos Manuel II de Saboya y continuado por voluntad de la regente María Juana Bautista de Saboya, la nueva Contrada di Po fue proyectada por el arquitecto Amedeo di Castellamonte e inaugurada en 1674.
Su recorrido oblicuo se convirtió en la arteria principal del barrio de Borgo Nuovo, en el cual se concentraban, desde finales de la Edad Media, edificios institucionales como el Studium (la actual Universidad de Turín), inaugurado en 1404, una academia militar, estudios profesionales y, posteriormente también la Accademia Albertina di Belle Arti. Su misión era unir la Piazza Castello, corazón del poder de los Saboya, con la que hasta finales del siglo XVIII se llamaba Piazza d'Armi, es decir, la actual Piazza Vittorio Veneto. Además, la calle marcaba el camino a Chieri y el Monferrato, que partía del antiguo puente sobre el Po que estaba cerca del actual y era el único que permitía cruzar el río.
En 1720, durante el reinado de Víctor Amadeo II de Saboya, hubo algunas modificaciones de los edificios que llevaron a la incorporación de los pórticos que la caracterizan y se renombró via Po. En la segunda mitad del siglo XIX, por el deseo del rey Víctor Manuel I de Saboya, se añadieron las terrazas que cubren los pasos peatonales para permitir al soberano y su séquito llegar a la iglesia de la Gran Madre, situada al otro lado del río, desde el Palacio Real sin molestias, también en caso de lluvia.
En la noche del 28 de agosto de 1862, un gran incendio destruyó la Casa Tarino, en el número 18 de la calle, causando 17 muertos entre los bomberos y socorristas que intervinieron.
Durante la Segunda Guerra Mundial el barrio sufrió graves daños tras los bombardeos de 1944 y fue más afectado el lado derecho de la calle.
El 1 de octubre de 1977 una manifestación estudiantil atravesó la calle y degeneró en el incendio del "Angelo Azzurro", un local que existía en el último tramo, al lado derecho de la calle, y que provocó la muerte del estudiante y trabajador Roberto Crescenzio.

## Descripción

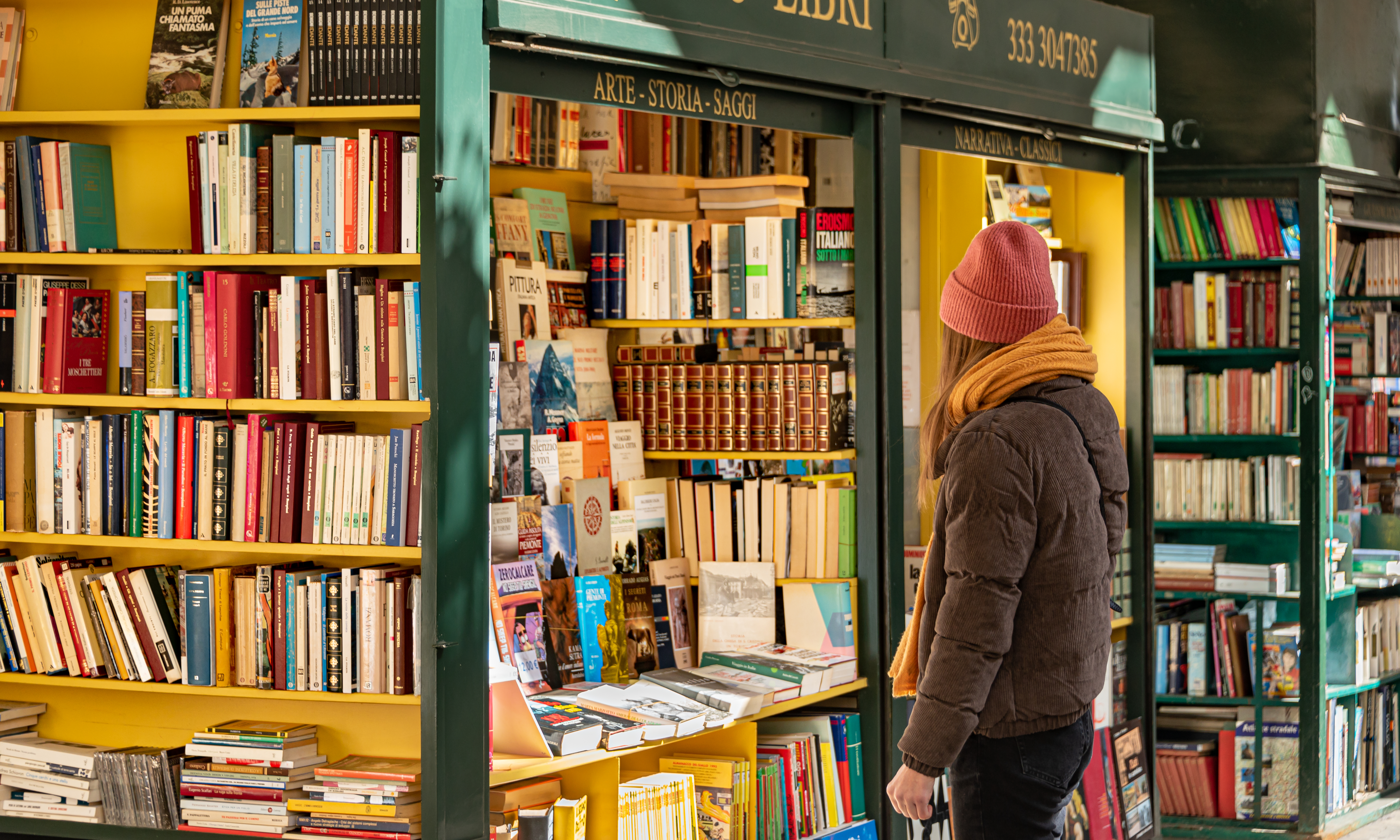
Tienda de libros usados en la calle

La calle, que tiene 704 metros de longitud y 30 m de anchura (incluidos los pórticos), es oblicua respecto a las direcciones perpendiculares de las calles a causa de la necesidad de unir el centro de la ciudad con el puente sobre el Po. Los pórticos que la caracterizan, junto con los de Piazza Castello, Via Roma y Via Pietro Micca, forman el sistema de pórticos más largo de la ciudad.
El lado izquierdo de la calle se caracteriza por las terrazas que cubren todos los cruces peatonales, ausentes en el lado derecho. De este modo el lado izquierdo garantiza la continuidad de los pórticos hasta la Piazza Vittorio Veneto.
El pavimento se caracteriza por el revestimiento de piedra típico de las calles más importantes del centro de Turín. La calle es una importante arteria de comunicación de la ciudad; es recorrida por numerosas líneas de tranvía y autobús y se utiliza con frecuencia para desfiles o manifestaciones públicas: entre ellas destaca la de los trabajadores cada 1 de mayo. 

## Galería de imágenes
| - Via Po vista desde Piazza Castello. - Via Po vista desde el Puente Víctor Manuel I. - Via Po en invierno. |